# Ferdinand Wiedemann

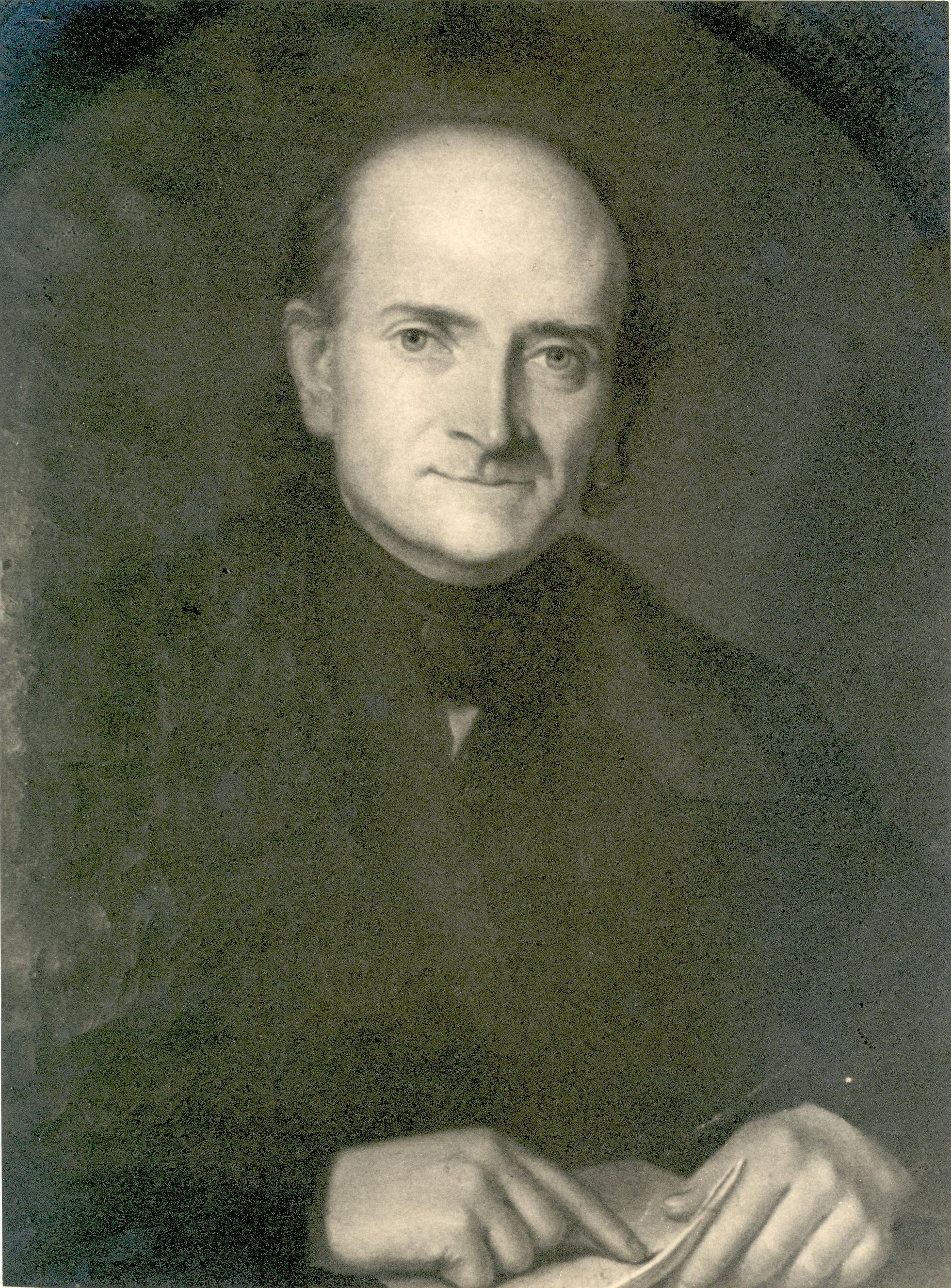
Porträt von Ferdinand Johann Wiedemann

Ferdinand Johann Wiedemann (russisch Фердинанд Иванович (Иоганн) Видеман; * 18. Märzjul. / 30. März 1805greg. in Hapsal; † 17. Dezemberjul. / 29. Dezember 1887greg. in Sankt Petersburg) war ein deutschbaltischer Sprachforscher und Finno-Ugrist.

## Leben
Ferdinand Johann Wiedemann wurde als Sohn eines Gerichtsschreibers in eine deutsch-schwedische Familie in Hapsal geboren. Nach dem Abitur 1821 in Reval studierte er von 1824 bis 1826 an der Kaiserlichen Universität Dorpat. Zunächst fand er eine Anstellung als Lehrer für Alte Sprachen in Mitau, bevor er von 1837 bis 1857 an seinem alten Gymnasium in Reval als Lehrer für Altgriechisch und Bibliothekar tätig war. Vor allem dort begannen seine grundlegenden Arbeiten zum Estnischen und über andere finno-ugrische Sprachen. 1854 wurde Wiedemann zum korrespondierenden Mitglied der St. Petersburger Akademie der Wissenschaften und 1857 zum ordentlichen Mitglied gewählt. 1857 siedelte er nach Sankt Petersburg über, wo er seine wissenschaftlichen Arbeiten bis zu seinem Tod fortsetzte.

## Werk
Wesentliche Bedeutung für die Bildung der modernen estnischen Sprache hatte Wiedemanns 1869 erschienenes Ehstnisch-deutsches Wörterbuch. Es basierte auf langjährigen Feldforschungen und war lange Zeit das grundlegendste seiner Art. 1875 veröffentlichte er seine Grammatik der Ehstnischen Sprache, die zur Stabilisierung eines einheitlichen Estnisch beitrug.
Wiedemann erforschte auch andere finno-ugrische Sprachen. Unter anderem ist er Autor des Syrjänisch-Deutschen Wörterbuchs über die Sprache der Komi sowie der beiden grammatikalischen Arbeiten Versuch einer Grammatik der syrjänischen Sprache nach dem in der Übersetzung des Evangelium Matthäi gebrauchten Dialekte (1847) und Versuch einer Grammatik der tscheremissischen Sprache nach dem in der Evangelien Übersetzung von 1821 gebrauchten Dialekte (1847).
Daneben war Wiedemann stark an volkskundlichen Beobachtungen in Estland interessiert. 1876 wurde als Ergebnis seiner Arbeiten der Band Aus dem inneren und äusseren Leben der Ehsten publiziert.
Seit 1989 wird in Estland ein nach Ferdinand Johann Wiedemann benannter Sprachpreis verliehen.